# Notoue
Notoue är en del av en ö i Kiribati.   Den ligger i örådet Tarawa och ögruppen Gilbertöarna, i den norra delen av landet, 21 km norr om huvudstaden Tarawa. Arean är 13,6 kvadratkilometer.
Terrängen på Notoue är mycket platt. Öns högsta punkt är 18 meter över havet. Den sträcker sig 19,6 kilometer i nord-sydlig riktning, och 11,0 kilometer i öst-västlig riktning.
Följande samhällen finns på Notoue:
- Taborio Village
- Buariki Village
- Tearinibai Village
- Tabonibara Village
- Abaokoro Village
- Taratai Village
- Nuatabu Village